# Cronistoria di Piacenza
La seguente è la cronistoria di Piacenza in Emilia-Romagna.

## Prima del XVIII secolo
- 218 a.C. - Placentia diventa Colonia romana.[1]
- 207 a.C. - Placentia è assediata dalle forze cartaginesi di Asdrubale.[2]
- 200 a.C. - La città è saccheggiata dai Galli.[2]
- 187 a.C. - Costruzione di Via Aemilia (la strada Ariminum-Placentia).[1]
- 375 d.C. - Costruzione della Basilica di Sant'Antonino.[3]
- 450 - Fondazione della Diocesi di Piacenza-Bobbio (data approssimativa).[3]
- 546 - "Totila riduce Piacenza alla fame".[3]
- 903 - Inizio della costruzione della Basilica di San Savino.[3]
- 1122 - Inizio della edificazione del Duomo di Piacenza.[3]
- 1167 - Piacenza si unisce alla Lega Lombarda.
- 1183 - La Lega Lombarda si riunisce a Piacenza per discutere sulla Pace di Costanza.[3]
- 1254 - La famiglia Scotti sale al potere.[4]
- 1278 - Inizio della costruzione della Basilica di San Francesco d'Assisi.[3]
- 1281 - Edificazione del Palazzo Comunale.[3]
- 1334 - Edificazione di Sant'Anna.[3]
- 1400 - Installazione dell'orologio pubblico (data approssimata).[2]
- 1447 - Francesco I Sforza conquista Piacenza.[3]
- 1471 - Costruzione dell'ospedale.[3]
- 1475 - La tipografia entra in funzione.[5]
- 1499 - Inizio della costruzione di San Sisto.[3]
- 1512 - Piacenza "occupata dalle forze papali".[3]
- 1545 - Fondazione del Ducato di Parma e Piacenza.[3]
- 1558 - Inizio edificazione del Palazzo Farnese.[3]
- 1620 - Statua di Ranuccio I Farnese eretta in Piazza dei Cavalli.[3]
- 1625 - Statue di Alessandro Farnese eretta in Piazza dei Cavalli.[3]

## XVIII - XIX secolo
- 1738 - Austriaci al potere Trattato di Vienna (1738).[4]
- 1746 - 16 giugno: Sardi-Austriaci e Franco-Spagnoli si combattono vicino alla città.[4]
- 1748 - Impero spagnolo al potere.[4]
- 1796 - Piacenza occupata dalle forze francesi.[3]
- 1801 - Piacenza viene annessa al Regno di Sardegna a seguito del Trattato di Lunéville.[6]
- 1804 - Apertura del Teatro Municipale.
- 1811 - Istituzione della Biblioteca Comunale Passerini-Landi.[7][8]
- 1821
  - Disordini politici.[2]
  - Costruzione del cimitero di Piacenza.
- 1831 - Disordini politici.[2]
- 1848 - 10 maggio: Piacenza è stata la prima città italiana a votare per l'unione con il Piemonte durante la Rivoluzione del 1848.[6]
- 1859
  - Ferrovia Milano-Bologna diventa operativa; apertura della Stazione di Piacenza.
  - Piacenza viene annessa al Regno di Sardegna.[2]
  - Istituzione del Circondario di Piacenza.
- 1860 - La Ferrovia Alessandria-Piacenza diventa operativa.
- 1861 - Piacenza entra nel Regno d'Italia.
- 1867 - Il giornale Progresso comincia ad essere pubblicato.
- 1883 - Il quotidiano Libertà comincia ad essere pubblicato.[4]

## XX secolo
- 1902 - Il servizio tram entra in funzione.
- 1903 - Fondazione del Museo Civico.[3]
- 1911 - La città raggiunge i 38 542 abitanti.[9]
- 1919 - Formazione del Piacenza Calcio 1919.
- 1920 - Apertura dello Stadio comunale di Piacenza.
- 1932 - La Ferrovia Piacenza-Bettola diventa operativa.
- 1933 - LA Ferrovia Piacenza-Cremona diventa operativa.
- 1936 - La città raggiunge i 64 210 abitanti.
- 1961 - La città raggiunge i 88 541 abitanti.
- 1969 - Apertura dello Stadio Leonardo Garilli.
- 1981 - La città raggiunge i 109 039 abitanti.
- 1994 - Giacomo Vaciago (centro-sinistra) diviene sindaco dopo le elezioni amministrative: è il primo sindaco eletto con voto diretto nella storia di Piacenza.
- 1995 - Dario Squeri (centro-sinistra) viene eletto alle amministrative presidente della Provincia di Piacenza: è il primo presidente eletto con voto diretto nella storia di Piacenza.
- 1998 - L'avvocato Gianguido Guidotti (centro-destra) diventa sindaco. È il primo sindaco della coalizione di centrodestra eletto con voto diretto nella storia piacentina. Il sindaco uscente Giacomo Vaciago è il primo sindaco a non correre per un secondo mandato.
- 1999 - Dario Squeri (centro-sinistra) è rieletto presidente della Provincia.

## XXI secolo
- 2000 - Il giornale La Cronaca comincia ad essere pubblicato.
- 2002 - Roberto Reggi (centro-sinistra) diventa Sindaco. Il sindaco in carica Gianguido Guidotti è il primo sindaco a perdere un ballottaggio nel voto diretto.
- 2004 - Gian Luigi Boiardi (centro-sinistra) diventa presidente della Provincia di Piacenza.
- 2007 - Roberto Reggi (centro-sinistra) è rieletto sindaco. È il primo sindaco uscente rieletto con voto diretto.
- 2008 - Il Museo civico di storia naturale di Piacenza apre nella Fabbrica del Ghiaccio.[10]
- 2009 - Massimo Trespidi è eletto Presidente della Provincia di Piacenza. È il primo presidente del centro-destra eletto con voto diretto nella storia piacentina. Il sindaco in carica Gianluigi Boiardi è il primo presidente a perdere al primo turno nel voto diretto.
- 2012 - Paolo Dosi (centro-sinistra) diventa sindaco.
- 2013 - La città raggiunge i 100 843 abitanti.[11]
- 2017 - L'avvocato Patrizia Barbieri (centro-destra) diventa sindaco. È la prima donna sindaco eletta con voto diretto nella storia piacentina.
- 2022 - Katia Tarasconi (centro-sinistra) è eletta sindaco con il 53% dei consensi.

## Bibliografia

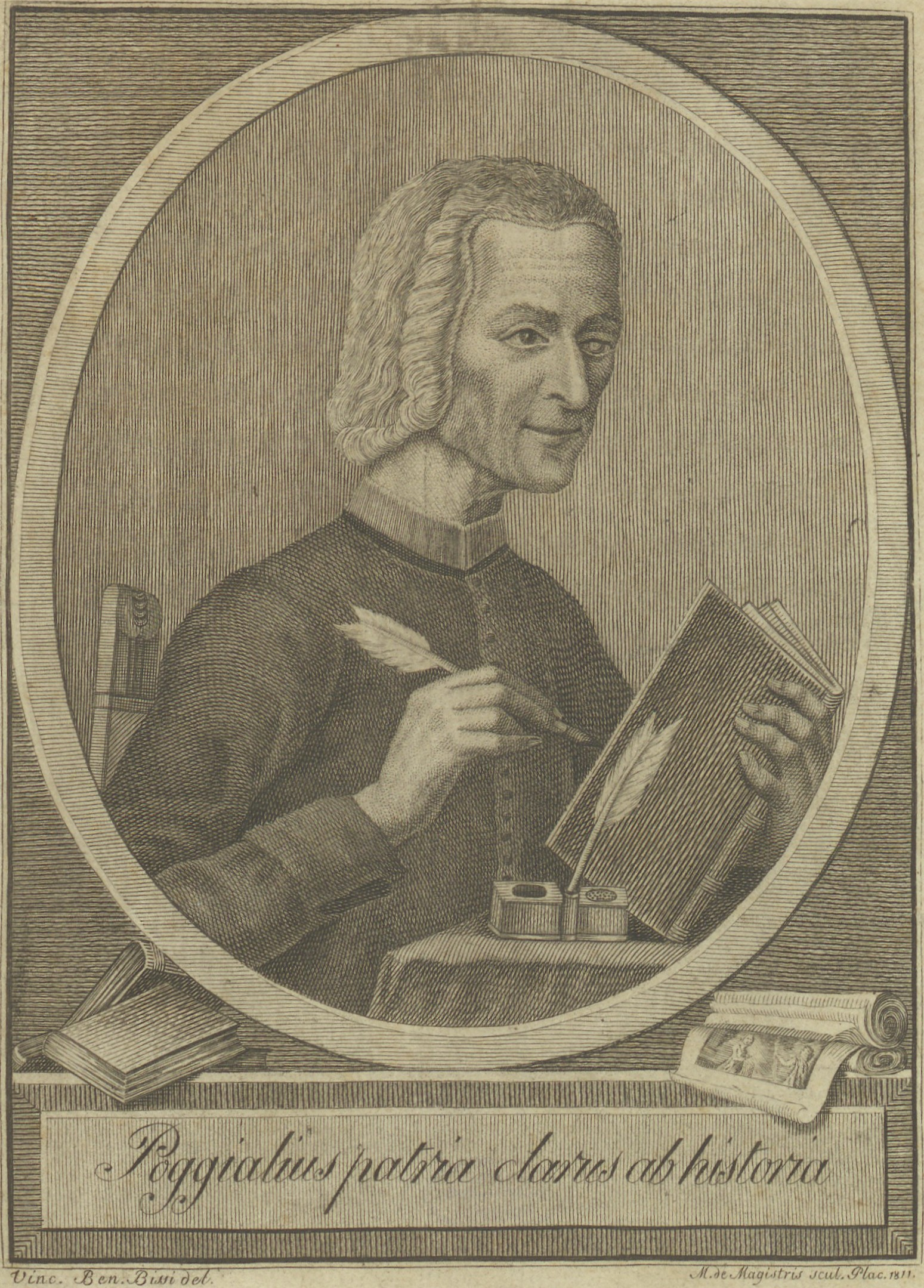
Ritratto di Cristoforo Poggiali, storico Piacentino del XVIII secolo